# Gheorghe Comănescu
Gheorghe Comănescu (n. 6 aprilie 1928 - d. 18 februarie 2008) a fost un deputat român în legislatura 1992-1996, ales în județul Ilfov pe listele partidului PNȚCD/PER.